# 魚台 (飲食)
魚台（法語：poissonnier）又稱為魚類廚師。在法式廚房裡，負責分管海鮮和魚類的專業人員。     

## 起源
西餐發展歷史中，最早建立廚房人員組織編制是奧古斯特·埃斯科菲耶，這項人員分類組織制度沿用至今，其內容更是餐飲專業學徒的必讀之書。而魚台是其中一項負責魚類、海鮮烹調的專業人員。

## 分類
法式廚房裡包括：
- 冷廚：分管沙拉與冷盤；
- 蔬菜台：分管蔬果、澱粉、奶和蛋；
- 魚台：分管魚類海鮮；
- 肉台：分管肉類，煎、烤、焗、炸、炒各有專門人員；
- 醬台：分管製作幾十種醬汁；
- 屠宰台：能把整隻牛、羊支解為法式烹調所需的標準部位；
- 點心台：分管精美甜點。

每張工作檯由分為3個等級的學徒組成，學徒們聽命於各台領班，再往上還有助理副大廚、副大廚、行政副總廚以及行政總廚。

## 經典法式海鮮料理
烤雞魚佐芥末醬、烤鯛魚佐橄欖醬、普羅旺斯風舌比目魚、鮭魚佐酸豆醬、香草風味鱸魚排、咖哩風味炸沙丁魚、佛羅倫斯焗生蠔、焗烤蝦蔬菜、焗烤鱈魚香菇、蒸比目魚佐白酒醬汁、鮮煮龍蝦佐荷蘭醬、燉煮石狗公、馬賽魚湯、扇貝高麗菜捲

## 延伸閱讀
- Hamlet's Puns and Paradoxes （页面存档备份，存于）